# Trireme (jogo)
Trireme é um jogo de tabuleiro de guerra naval de nível tático, de pouca-média complexidade, produzido pela Battleline e reeditado pela Avalon Hill em 1980. O jogo cobre o período compreendido entre os anos 494 A.C. e 370 D.C.